# Jacqueline Gaussen Salmon
 (janvier 2023).
Si vous disposez d'ouvrages ou d'articles de référence ou si vous connaissez des sites web de qualité traitant du thème abordé ici, merci de compléter l'article en donnant les références utiles à sa vérifiabilité et en les liant à la section « Notes et références ».
Pour les articles homonymes, voir Gaussen et Salmon.
Pour la photographe, voir Jacqueline Salmon.
Jacqueline Gaussen Salmon, née le 1er mai 1906 à Paris et morte le 1er septembre 1948 à Maguelone, est une peintre française appartenant à l'école réaliste. Elle a peint des paysages dans l'entre-deux-guerres : des vues de la région parisienne, de Sommières dans le Gard et de ses alentours.

## Biographie
Elle épouse l'écrivain Ivan Gaussen Sommiérois de naissance, majoral du Félibrige, président des Syndicats d'Initiative du Gard et des Enfants du Gard à Paris, leur fils, Frédéric Gaussen, est journaliste (rédacteur en chef LE MONDE), et leur fille Françoise pianiste épouse de Michel Garcin qui développera la maison de disques Erato. 

## Œuvres en collection publique
- La Vallée du Vidourle à Sommières, huile sur toile, Nîmes, Musée des Beaux-Arts[1].

L'espace Lawrence-Durrell de Sommières expose ses tableauxdans le cadre d'exposition permanente mais également d'expositions temporaires..

## Publications
- Une prière dans la nuit. Journal d'une femme peintre sous l'Occupation, Paris, Payot, 1992.